# CA Barra da Tijuca
CA Barra da Tijuca is een Braziliaanse voetbalclub uit de wijk Barra da Tijuca in Rio de Janeiro.

## Geschiedenis
De club werd opgericht in 2010 als Centro Esportivo Yasmin en speelde in de stad Magé. De club begon in 2011 in de derde klasse van het Campeonato Carioca en eindigde in de middenmoot. Na dit seizoen verhuisde de club naar Rio de Janeiro en nam de huidige naam aan. In 2012 kon de club promotie afdwingen naar de tweede klasse. Na een seizoen in de middenmoot werd de club derde in 2014. Na een aantal jaren in de middenmoot degradeerde de club in 2019.